# Мыстковский, Игнатий
Игнатий Мыстковский, прозвище «Отец» (пол. Ignacy Mystkowski) — польский националист, революционер. Активный участник Польского восстания 1863 года. Майор, позже подполковник повстанческих войск.

## Биография до восстания
Родился 4 февраля 1826 года в деревне Мысткий-Жим (Подляское воеводство, Царство Польское, Российская империя). В 1845 году эмигрировал и учился во Франции на инженера—железнодорожника. Участвовал в Революции 1848 года во Франции. После чего, в сентябре 1848 года прибыл в Венгрию, где после присоединения к Польским легионам, ему было присвоено звание лейтенанта, и Мыстковский принял самое активное участие в Венгерском мятеже 1848—1849 годов. После подавления революции, скрылся из Австрийской империи из-за угрозы ареста.
В начале 1850 года, Игнатий Мыстковский прибыл в Варшаву. Получил должность и работал на Петербурго-Варшавской железной дороге. В декабре 1862 года вошел в контакт с представителями Центрального национального комитета. Стал заниматься активной пропагандистской деятельностью среди местного населения.

## Участие в Восстании 1863 года
Отряд Игнатия Мыстковского насчитывал в разные периоды от 50 до 1.200 человек, и действовал в центральной части Мазовецкого воеводства. Назначенный в Варшаве в начале восстания майором повстанческих сил, Мыстковский, днем 11 (23) января 1863 года с отрядом из 50 сподвижников прибыл на поезде в местечко Малкинья-Гора. Проведя в селении 2 дня и проведя значительную агитацию среди местной молодежи ему удалось увеличить численность своего отряда до 200 человек. После чего 13 (25) января отряд Мыстковского прибыл в Чижев, однако практический сразу мятежники покинули его и отправились в Белую пущу, которая задумывалась ими как место концентрации сил и средств. Расположив там свой лагерь, повстанцы в течение нескольких дней получили подкрепление состоящее из добровольцев общим числом до 70 человек.
Тем временем регулярные войска, узнав о концентрации мятежников в Белой пуще и об угрозе диверсий на Петербурго-Варшавской железной дороге и боясь быть отрезанными от снабжения, отправили значительные силы в регион, которые были расквартированы в Пултуске. Однако точное местоположение лагеря мятежников, долго не удавалось определить из-за труднопроходимой местности. Тем временем 16 (28) февраля 1863 года отряд Мыстковского впервые вступил в бой с регулярными войсками, атаковав незначительную русскую охрану патрулирующую железнодорожный мост через Буг. После уничтожения охраны мятежникам удалось разрушить железнодорожное полотно, однако на подрыв самого моста у мятежников не хватило взрывчатых веществ.
В ночь с 22 на 23 апреля (4 на 5 мая) 1863 года отряду Мыстковского удалось организовать удачную засаду под Стоком и разгромить русский гусарский эскадрон, захватив много амуниции и лошадей. За это победу Национальное правительство присвоило Игнатию Мысковскому звание подполковника повстанческой армии. Затем, 25 апреля (7 мая) девяти сотням повстанцам из его отряда удалось соединиться с 300 восставшими из отряда Поликарпа Домбровского (брата Ярослава Домбровского) в итоге, повстанческое соединение достигло максимальной численности в 1.200 человек.
Затем отряд направился вдоль железной дороги на северо-запад. 27 апреля (9 мая) 1863 года 35 повстанцев из его отряда под командованием Кароля Фруче успешно захватили русский обоз с амуницией в районе деревни Ласковица перебив всех сопровождающих его солдат регулярных войск.
1(13) мая 1863 года, у населённого пункта Кетлянка, отряд Мыстковского попытался организовать засаду на поезд перевозивший 360 солдат гренадерского полка под командованием генерал-майора Николая Толла, и большее количество оружия на железнодорожную станцию «Малкиньня». Однако местный путевой обходчик Суходольский, ранее заметивший приближение отряда, за денежное вознаграждение, рассказал о готовящейся засаде русским таможенникам на станции.
В результате чего поезд затормозил на несколько десятков метров раньше и сами атакующие оказались в засаде. В завязавшейся перестрелке были убиты 40 повстанцев, включая самого Игнатия Мыстковского, ещё 25 были ранены, и 80 взяты в плен.